# Tygr čínský
Tygr čínský resp. tygr jihočínský (Panthera tigris amoyensis) je poddruhem tygra, který žil v jihovýchodní a východní Číně. Jde o středně velkou subspecii, která byla ještě donedávna považována za jakéhosi původního tygra. Ačkoliv tvořil nedílnou součást tradiční čínské kultury, byl ve 20. století intenzivně pronásledován a zabíjen. Naposledy byl v divočině spatřen v 90. letech 20. století a předpokládá se, že ve volné přírodě byl nejspíše vyhuben. Existuje však několik projektů, které se pokoušejí o záchranu této šelmy pomocí v zajetí chovaných jedinců.

## Popis a taxonomie
Poddruh Panthera tigris amoyensis popsal německý zoolog Max Hilzheimer na základě rozdílů od tygra indického (srst, zuby, lebka, barva). Tygr čínský je třetí nejmenší žijící subspecií tygra (větší pouze než tygr sumaterský a zřejmě i malajský). Samci dosahují hmotnosti 130–175 kg, samice 100–115 kg. Délka se pohybuje od 220 cm (menší samice) po 265 cm (větší samci). Velikost lebky dosahuje 273–301 mm u samic a 318–343 mm u samců. Zbarvení je tmavší než u tygra indického a ussurijského, především v obličeji, a mírně narudlejší než u tygra indočínského. Pruhy jsou širší a umístěné dále od sebe, často vytvářejí i jakási protáhlá vertikální oka.
Tygr čínský byl do 80. let považován za jakéhosi původního tygra, z něhož postupně derivovaly ostatní formy poté, co migrovaly do dalších oblastí. Zkoumání DNA do těchto předpokladů vneslo pochybnosti a v současnosti je za původní centrum druhu panthera tigris považována spíše jihovýchodní Asie a její tygr indočínský.

## Rozšíření a populace

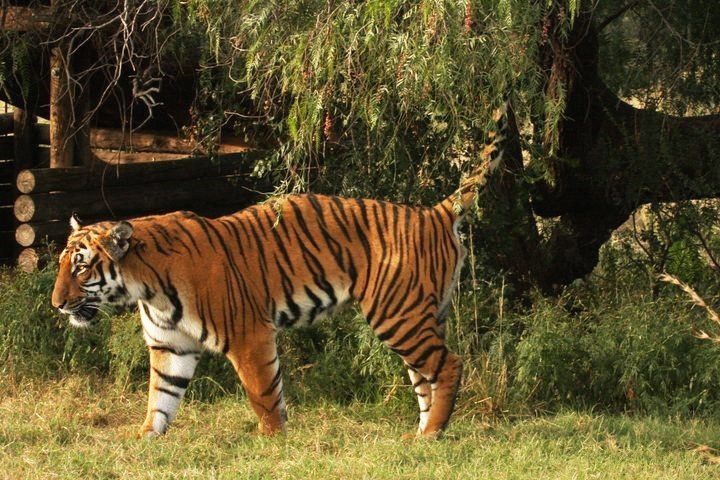
Samec JenB z jihoafrické chovné populace si značkuje teritorium

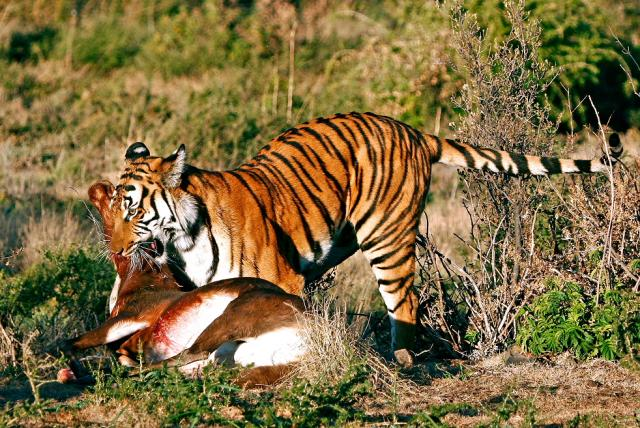
Čínským tygrům v jižní Africe je umožněno lovit buvolce běločelé. Na snímku Stud 327

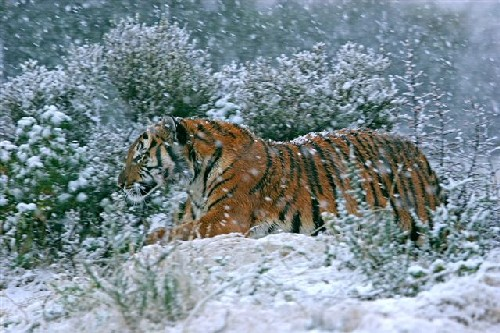
Samice Madonna ve sněhu

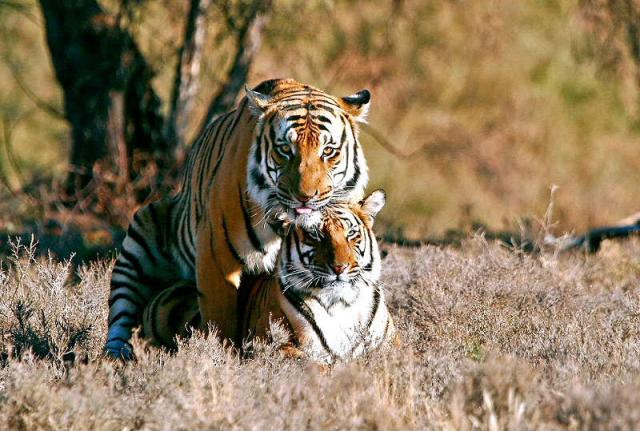
Samec Tigerwoods se páří s Madonnou

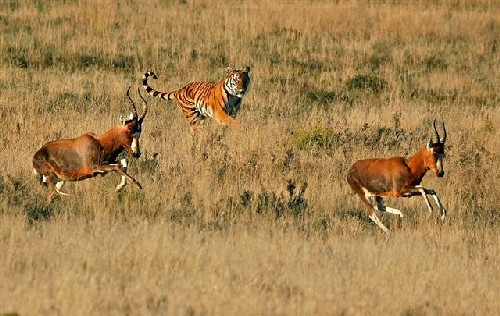
Tigerwoods pronásleduje buvolce

### Čína
Historický areál rozšíření tygra čínského se původně nacházel na obrovském území ve střední, východní a jižní Číně. Z východu byl ohraničen zhruba 120° v. d. a na západě cca 100° v. d. Na severu zasahoval po 35° s. š., na jihu se pak vyskytoval až po 21° s. š. Původním biotopem této šelmy byly zejména subtropické a stálezelené listnaté lesy mírného pásu.
Do 50. let 20. století byla populace tygra poměrně stabilizovaná a ubývala jen pomalu. Ve volné přírodě žilo tehdy asi 4 000 jedinců. Pak však došlo v Číně k vyhlášení Velkého skoku vpřed, přičemž tygr se ocitl na seznamu „škůdců v zemědělství“ a začal být nemilosrdně vybíjen. Do toho se přidalo odlesňování, úbytek kořisti a masivní přesuny obyvatelstva a ačkoliv byly v 70. letech přijaty zákony, které z tygra nakonec učinily plně chráněné zvíře (1979), populace šelmy se mezitím drasticky snížila. V roce 1982 zbylo jen asi 150–200 divokých tygrů. V 90. letech byly nacházeny již téměř výhradně nepřímé stopy jejich existence, přímá pozorování byla extrémně vzácná. V té době žilo v přírodě maximálně několik desítek kusů. Podrobný průzkum provedený začátkem 21. století nepotvrdil již žádného divokého jedince. V současnosti (2016) se má zato, že tygři čínští ve volné přírodě vyhynuli. S jistotou to ale zatím nelze tvrdit, a proto IUCN Red List vede tento poddruh jako „kriticky ohrožený (pravděpodobně vyhynulý v divočině)“.

#### Fotografie z roku 2007
V roce 2007 vzbudily rozruch fotografie, na nichž je zachycen ležící tygr čínský v podrostu, a jenž měly dokazovat jeho přítomnost v čínské divočině (konkrétně v Daba Mountain v Zhenping County, provincie Šen-si). Přišel s nimi rolník a bývalý lovec Zhou Zhenglong a vyinkasoval za to 20,000 jüanů (cca 2 900 dolarů) od čínských úřadů. Následně se ukázalo, že šlo o podvrh (nafocený plakát tygra umístěný v lese, přefocení prvních fotografií) a podvodník dostal podmíněný trest odnětí svobody. Kauza tím ale neskončila, pravost fotografií je mnohými stále obhajována, včetně některých odborníků.

### Zoo
Většina z v zajetí žijících jihočínských tygrů (okolo 80 jedinců) žije v čínských zoologických zahradách a jsou to potomci pouhých šesti zvířat. Při rozmnožování šelem je tedy nutné postupovat extrémně opatrně, aby se omezilo příbuzenské křížení, i když úplně zabránit mu nelze. Zřejmě jedinou nadějí na udržení geneticky životaschopné populace je připustit míšení s tygrem indočínským, který je jeho nejbližší příbuzný a jehož počty ještě nejsou tak drasticky nízké.

## Biologie
Jako ostatní poddruhy tygrů je i tygr čínský vrcholový predátor. Dospělí jedinci žijí osaměle a sdružují se jen v době páření. V době, kdy ještě obývali Čínu, preferovali husté lesy, kde mohli ze zálohy útočit na různé druhy kořisti. Žili však i ve skalnatých hornatých oblastech při pobřeží (např. naproti ostrovu Sia-men). Pokud měli tu možnost, dávali jednoznačně přednost středně velkým až velkým druhům kopytníků jako je prase divoké, sambar indický, serau čínský a různé druhy muntžaků. Tygři jsou však potravními oportunisty a útočí na jakoukoliv kořist, jež jsou schopni zabít a zkonzumovat, od hlodavců a plazů po domácí zvířata. Kromě toho pronásledují konkurenční predátory, jako jsou levharti, medvědi a různé psovité šelmy.
Tygři čínští se páří nejčastěji mezi listopadem a dubnem. Mláďata se rodí po cca 103 dnech březosti. Mláďata zůstávají s matkou 1,5–2 roky, pak si hledají vlastní teritorium. Samice pohlavně dospívají okolo 4. roku života, samci o něco později.

## Snahy o záchranu

### Projekt „znovuzdivočení“ v jižní Africe
Organizace Save China's Tigers (Zachraňte čínské tygry), za níž stojí z Pekingu pocházející bývalá pracovnice firmy Gucci Quan Li, ve spolupráci s Wildlife Research Center of State Forestry Administration of China (Státní správa lesnictví) a Chinese Tigers South Africa Trust vytvořila projekt, jehož cílem je navrácení tygrů do divočiny. Zahájen byl 26. listopadu 2002 podpisem dohody v Pekingu. Do projektu se postupně zapojila celá řada odborníků z mnoha různých zemí. Konečným cílem je zřídit v Číně chráněná území, kam budou převezeni namnožení zdivočelí tygři. Ti budou předtím vychováni ve speciálně upravené rezervaci v Jihoafrické republice. Rezervace se nachází ve Svobodném státě v údolí Laohu nedaleko města Philippolis a má celkovou velikost 350 km². Jméno laohu znamená v čínštině „tygr“. Tygři z chovů v zoo se zde učí lovit, rozmnožovat a vychovávat mladé. Jejich mláďata pak budou převážena do Číny a vysazována nejprve v jedné a pak i v dalších rezervacích.
Projekt v Jižní Africe probíhal v podstatě dle předpokladů. Ačkoliv několik tygrů zemřelo, v roce 2014 jich žilo v rezervaci 18. Z nich nejméně 11 umělo lovit, přičemž jejich hlavní kořistí byl do rezervace umístěný buvolec běločelý. Celá akce nicméně nabírá velké zpoždění. Počítalo se, že již v roce 2008 mělo dojít k vysazení prvních jedinců v Číně. Zde také byly vytipovány nejprve dvě oblasti (Zixi County v provincii Ťiang-si) a Liuyang City v provincii Chu-nan) a následně další tři (Wufeng Houhe, Matou Mountain, Huping Mountain), ale postupně vše uvázlo na neschopnosti čínských úřadů provést administrativní i praktické kroky k realizaci. Došlo alespoň k operativnímu zřízení reintrodukčního centra v Longyanu v provincii Fu-ťien (Meihuashan South China tiger breeding center), kam se zatím část populace přesune a kde se rovněž bude učit lovit.

### Další projekty
Čínská státní správa lesnictví zahájila v roce 2006 ještě jeden záchranný projekt ve spolupráci s SCTAO (South China Tiger Advisory Office), ale praktické výsledky zatím chybějí.
I přes nesporné nadšení a snahu (zvláště u jihoafrické akce) vzbuzují projekty od počátku mnohé pochybnosti, přičemž dvě z nich jsou zásadní. 1) v současné Číně ve vybraných oblastech je stále méně prostoru a zvěře pro udržitelnou populaci divokých tygrů. 2) populace čínského tygra je již poměrně výrazně zasažena příbuzenským křížením a o její životaschopnosti mnozí pochybují. Čeká ji v lepším případě efekt velice úzkého hrdla láhve a všech problémů s tím spojených. Zřejmě jedinou možností je nelpět na (v zásadě ani neexistující) čistotě poddruhu a umožnit vstup nových genů od indočínských tygrů, k čemuž ostatně dříve na styku areálů obou subspecií docházelo.